# قنطيون بربريسي الأوراق
قنطيون بربريسي الأوراق (الاسم العلمي:Canthium berberidifolium) هو نوع من النباتات يتبع جنس القنطيون من الفصيلة الفوية.